# Russy-Bémont
Russy-Bémont è un comune francese di 186 abitanti situato nel dipartimento dell'Oise della regione dell'Alta Francia.

## Società

### Evoluzione demografica
Abitanti censiti